# Bad Kissingen (distrito)
Bad Kissingen é um distrito (Kreis ou Landkreis) da Alemanha localizado na região da Baixa Francónia, no estado da Baviera.

## Cidades e Municípios
Cidades
1. Bad Brückenau
2. Bad Kissingen
3. Hammelburg

Municípios
1. Aura an der Saale
2. Bad Bocklet
3. Burkardroth
4. Elfershausen
5. Euerdorf
6. Fuchsstadt
7. Geroda
8. Maßbach
9. Motten
10. Münnerstadt
11. Nüdlingen
12. Oberleichtersbach
13. Oberthulba
14. Oerlenbach
15. Ramsthal
16. Rannungen
17. Riedenberg
18. Schondra
19. Sulzthal
20. Thundorf
21. Wartmannsroth
22. Wildflecken
23. Zeitlofs